# عبده خال
عبده محمد علي هادي خال حمدي (3 أغسطس 1962) كاتب وروائي سعودي، اشتغل بالصحافة منذ العام 1982. من مواليد قرية المجنة إحدى قرى منطقة جازان، درس المرحلة الابتدائية في مدرسة (ابن رشد) في مدينة الرياض حيث قضى فيها فترة من طفولته، كما درس في مدرستي ابن قدامة، البحر الأحمر، وقريش في جدة، ثم حصل على بكالوريوس في العلوم السياسية من جامعة الملك عبد العزيز، متزوج وله ثلاثة أبناء وابنة واحدة (وشل، معد، عذب وجوى).

## أمسيات قصصية
- جمعية الثقافة والفنون بالطائف.
- جمعية الثقافة والفنون بالاحساء
- جمعية الثقافة والفنون بالدمام.
- جمعية الثقافة والفنون بالرياض.
- جمعية الثقافة والفنون بالباحة.
- أقيمت له أمسيات متعددة في نادي جدة الأدبي على فترات متفاوتة
- أمسية بالمقهى الثقافي بمعرض القاهرة الدولي.
- أمسية قصصية في اتحاد الكتاب اليمنين بصنعاء.
- أمسية قصصية في اتحاد الكتاب اليمنين بعدن.
- أمسية قصصية بالكويت.
- أقيمت له أمسية في باريس
- أقيمت له أمسية في ألمانيا في معرض فرانكفوت
- أقيمت له أمسيات متعددة في الإمارات (دبي- أبوظبي- العين)

## مهرجانات عربية
مهرجان الشعر والقصة الرابع لدول الخليج العربي بمسقط.
مهرجان القرين الثقافي بالكويت.
احتفالية مجلة العربي بمرور 40 عاما على صدورها.
معرض الكتاب بالقاهرة.
مؤتمر الديمقراطيات الناشئة باليمن.
مؤتمر الأدباء السعوديين الثالث المقام في الرياض.

في حين أعلن احتجاجه ومقاطعته لمعرض الكتاب المقام في مدينة الرياض 1432هـ، عبر عنها برسالة خاصة للمقربين اليه ذكر فيها:
"أعلن لجميع الأصدقاء مقاطعتي لمعرض الكتاب بالرياض كونه لا يزال يمارس سياسة المنع والحجب للكتاب ودور النشر.

كما أنه ترك الحبل على الغارب لمن يريد أن يتدخل في الحجر على المثقفين داخل المعرض من قبل المحتسبين، وما يحدث لا يليق بالثقافة والمثقفين".

## أعمال صحفية ومشاركات
- يشارك في تحرير دورية الراوي الصادرة عن نادي جدة الأدبي والمعنية بالسرد في الجزيرة العربية.
- يشارك في تحرير مجلة النص الجديد وتعنى بالأدب الحديث لكتاب المملكة العربية السعودية.
- كان له زاوية أسبوعية بالصفحة الأخيرة بجريدة عكاظ (حقول)، والآن يكتب مقال اجتماعي يومي بنفس الجريدة (أشواك).
- له بعض الموضوعات المنشورة في بعض المجلات المحلية والعربية وعلى سبيل المثال:
- مجلة العربي الكويتية، أخبار الأدب المصرية، جريدة الحياة، مجلة الحدث الكويتية، مجلة نزوى العمانية، مجلة الحداثة البيروتية، مجلة كلمات البحرينية، مجلة ابداع المصرية والبحرين الثقافية.
- في يوليو 2024م اختير عضواً في لجنة «جائزة القلم الذهبي للأدب الأكثر تأثيراً» التي نظمتها الهيئة العامة للترفيه في السعودية عام 2024م.[3]

## الجوائز
- حاز شهادات تقدير وتكريم ودروع وميداليات من بعض الأندية والجمعيات الثقافية التي شارك فيها. وتم تكريمه في جمعية الثقافة والفنون بالدمام وقدمت بعض الدراسات عن تجربته الروائية.
- حاز قصب السبق بفوزه بالجائزة العالمية للرواية العربية «البوكر» في نسختها العربية لعام 2010 عن روايته ترمي بشرر،[4] وتعدد تكريمه في الكثير من المؤتمرات الأدبية والملحقيات الثقافية إثر ذلك، منها تكريمه في الكويت والجزائر وأمريكا وفرنسا وألمانيا وسوريا والبحرين وقطر والامارات واليمن.
- تم تكريمه من قبل إثنينية عبد المقصود خوجة بمناسبة حصوله على جائزة البوكر، كذلك تم تكريمه بنادي الاتحاد بجدة لفوزه بالبوكر وتم إهداؤه عضوية نادي الاتحاد الدائمة تشجيعا له.
- فازت روايته لوعة الغاوية بجائزة أحسن رواية معرض الكتاب بالرياض عام 2013.[5]

## المؤلفات الأدبية
- حوار على بوابة الأرض: مجموعة قصصية صادرة عن نادي جازان الأدبي 1984
- لا أحد: مجموعة قصصية صادرة عن مركز الحضارة العربية بالقاهرة 1992
- ليس هناك ما يبهج: مجموعة قصصية صادرة عن مركز الحضارة العربية جيزان 1993
- الموت يمر من هنا: رواية صدرت عن المؤسسة العربية للدراسات والنشر بيروت 1995
- حكايات المداد: مجموعة قصص للأطفال صدرت عن نادي جدة الأدبي 1994
- مدن تأكل العشب: رواية صدرت عن دار الساقي بلندن 1998
- رواية الأيام لا تخبئ أحداً. صدرت عن دار الجمل
- رواية نباح - دار الجمل
- رواية الطين - دار الساقي
- رواية فسوق -دار الساقي - 2005
- دهشة لوميض باهت. قصص قصيرة جداً. صدرت عن دار أثر 2013.[6]
- قالت حامدة - أساطير حجازية - دار الساقي
- قالت عجيبة - أساطير تهامية -دار الساقي
- من يغني في هذا الليل: مجموعة قصصية صدرت عن دار الراوي بالدمام 1999
- الأيام لاتخبئ أحدا: رواية صدرت عن دار الجمل بألمانيا 2002
- الأوغاد يضحكون: مجموعة قصصية صدرت عن دار نجيب الريس ببيروت 2003
- الطين (ذلك البعيد كان أنا): رواية عن دار الساقي بلندن 2003
- ترمي بشرر - دار الجمل 2008
- رواية لوعة الغاوية - دار الساقي
- صدفة ليل. رواية صدر عن دار الساقي 2015.[7]
- أنفس. رواية صدرت عن دار الساقي 2019م.[8]
- الصهريج: أغان لأعشاش مهجورة. رواية صدرت عن مركز الأدب العربي 2020م.[9]
- وشائج ماء. رواية صدرت عن دار الساقي عام 2022.[10]

له أيضا بعض القصص المترجمة من بينها: «رشيد الحيدري»، «الأوراق»، «ماذا قال القميري»، «القبر»، ومجموعة قصص للأطفال مأخوذة من مجموعة «حكايات المداد»، كما ترجم له فصل من روايته «مدن تأكل العشب» إلى الإنجليزية، وكذلك إلى اللغة الفرنسية.
تبنى فكرة هاشتاق على التويتر للقصة القصيرة جدا شارك فيها أكثر من 600 كاتب من المبتدئين والمشهورين، وأصدر هذه المشاركات في كتاب عن دار مدارك باسم شقشقات وقدم ريع الكتاب (بموافقة المشاركين) إلى جمعية سند لمرضى السرطان.

## «ترمي بشرر» بوكر واحتفاء
فازت رواية ترمي بشرر الصادرة في العام 2008، بجائزة البوكر العالمية في نسختها العربية للاصدارات الروائية عام 2010. ومن شروط الجائزة ألا يرشٌح الكاتب روايته بنفسه، بل تقوم بذلك دار النشر، ولكل دار ترشيح ثلاثة أعمال صدرت عن عنها خلال الأعوام الثلاثة الأخيرة، وذلك استثنائيا للدورة الأولي، على ألا يتجاوز عمر الرواية السنة الواحدة للدورات اللاحقة، وهي تشمل الدورة الثانية والثالثة.
الرواية التي تدور أحداثها حول عالم القصور وما يجري بها من إغواء وتدمير للنفوس، اختيرت من بين 115 عملا لمؤلفين ينتمون إلى 17 دولة عربية.
الكتّاب والمثقفون السعوديون الذين فرحوا لفوز عبده خال وهنأوه به، لم يفعلوا ذلك لأنه مؤلف رواية «ترمي بشرر» روايته التي حاز عليها الجائزة فقط، إنما من أجل مسيرته الروائية الطويلة، ومثابرته على الكتابة الروائية، قبل سنوات من بدء الطفرة التي تشهدها حالياً الرواية السعودية. ستُترجم الرواية إلى اللغة الإنجليزية والفرنسية والألمانية والأسبانية.
وأقيم احتفال نظم في أبوظبي، احتفاء بالجائزة في اليوم الأول من «معرض أبوظبي الدولي للكتاب»، بعد أن اشتملت القائمة القصيرة للمرشحين
على خمس روايات أخرى إلى جانب «ترمي بشرر»، واختيرت الأعمال الستة من أصل 115 عملا تأهلت للمشاركة. وكان الفائزان السابقان بالجائزة هما بهاء طاهر عن «واحة الغروب» ويوسف زيدان عن «عزازيل».
على صعيد ردود الفعل حول فوز هذا الكاتب المثابر، اعتبر وزير الثقافة السعودي عبد العزيز خوجة أن عبده خال «سفير المملكة في الإبداع»، وقال إن الفوز «يعكس حيوية الحراك الثقافي السعودي»، مؤكداً أن وزارة الثقافة ستحتفي بصاحب «فسوق».
واعتبر الناقد عبد الله الغذامي أن فوز عبده خال «فوز شخصي لي». فيما قال الروائي الكويتي إسماعيل فهد إسماعيل إن عبده خال يستحق الجائزة، وفقاً للأعمال التي كتبها وتعتبر، من وجهة نظره، «هادفة وفيها مواقف انتقادية للواقع الاجتماعي، في شكل جريء»، مشيراً إلى أن عبده خال، كان منذ بداياته يبشر بهذه الطاقة الروائية. وشدد على أن المسألة ليست في إطار توزيع جغرافي، إنما، كما يقول، على الجائزة أن تذهب إلى من هو أكثر جدارة.
وهنأ الكاتب المصري يوسف زيدان، الحائز على الجائزة نفسها في الدورة السابقة، عبده خال على الفوز، وأشاد بقرار لجنة التحكيم ورئيسها طالب الرفاعي. ولا يشك الناقد سعد البازعي في استحقاق عبده خال الجائزة، وأن روايته التي فازت تستحق فعلاً التقدير. ويؤكد أن صاحب «الأيام لا تخبئ أحداً» من الأسماء «التي ينبغي أن نفتخر بها، فهو في تقديري من القلة التي تحترف الكتابة السردية، وبجدية يقل نظيرها في السعودية. وأعماله منذ البدء جديرة بالاهتمام والتقدير النقديين، على رغم ضآلة الاهتمام النقدي الذي حصل عليه وتوجّه ذلك الاهتمام في كثير من الحالات إلى أعمال «مثيرة»، إما لأسباب سياسية أو لأسباب اجتماعية ضعيفة الصلة بالكتابة السردية».
وأشار البازعي إلى أن عبده خال «ظل الأكثر وفاءً للكتابة الروائية وممن كتبوا الرواية في وقت لم تكن بدأت فيه طفرة الكتابة الروائية التي نراها اليوم، والتي جعلتها أقرب إلى الموضة منها إلى الانشغال الإنساني والإبداعي الكبير، وقد بلغت في هذا السياق حداً غير مسبوق».
ويعبّر الناقد صالح زياد عن ابتهاجه بهذا الفوز، «الذي سيلفت النقاد والقراء إلى قراءة عبده خال، وسيفتح للرواية الفائزة – وربما - لغيرها من أعماله باب الترجمة إلى لغات أجنبية»، مشيراً إلى أن هذا ليس مكسباً لعبده خال فقط إنما هو مكسب للثقافة والإبداع السردي تحديداً في المملكة». ويقول زياد: «كنت أقرأ الخبر وأتأمل إلى جانبه صورة عبده المبتسمة ملء بهجتها، وأقول في نفسي ابتسم كثيراً وابتهج وليبتسم معك ويبتهج أولئك المعذّبون والمطحونون والبسطاء الذين أفردت لهم مساحة قلبك ورواياتك وأقاصيصك، ولنبتسم نحن معك».

### «لوعة الغاوية» وجائزة معرض الرياض
فازت روايته لوعة الغاوية بجائزة أفضل رواية في معرض الكتاب لعام 2013. وقد وقّع خال روايته (لوعة الغواية) في المعرض، إلى جانب حفل التكريم.

## اقتباسات
من كتاباته:
- كل وجه له بطاقة عبور ربما يحملها في عينيه، أو في شفتيه، أو حاجبيه، أو كلماته.
- كل كائــن يتخفى بقذارته؛ ويخرج منها مشيراً لقذارة الآخريـن.
- تمنحك الحياة ســرها متأخراً حين لا تكون قادراً على العودة للخلف، ومسح كل الأخطاء التي اقترفتها، وحين ترغب في تمرير ســرها لمن يصغرك لا يستجيب لك؛ كونه لا زال غـراً بما تمنحه الحياة من تدفق في أوردتــه.
- الحياة مشوار قذر يبدأ ناصعاً ومغرياً بعبوره من خلال الكلمات والتوجيهات، أمـا الواقـع فعليك اقتراف الآثام لكي تكون إنساناً، وهذا دأبه منذ قذارة أظفاره.
- الأثر الأول لا يمحى ولا يزول من ذهنية الناس، فالتخلص من الدنس لا يطهر المرء، يبقى صاحبه دنساً في مخيلتهم مهما سما.
- الشعور بالدونية يجعلك تسفه وجودك، وينبه حواسك لأن تسلك طريقاً جديداً يمنحك الاعـتداد.
- حينما لا نصوب أخطانا تبقى الحسرة حاضرة في كل حين؛ لم يكن مفيداً لنا أن نوغر صدورنا على أخطاء سقطت في الماضي، ولم يعد بالإمكان انتشالها من سقوطها.
- تكون إنساناً مع المرأة عندما لا يكون لك مغنماً بها، أمـا إذا تحركت شهوتك نحو جسدها، فكل فعل إنساني تقدمه لها إنـما هو إجـادة متقنة للفخ المــعد لاصطياد جسدها.
- أشعة الشمس تنير كل عتمة، إلا أنها لا تنير القلوب.
- الماضي أشبه ببركان خامد، نستوطن قمته وسفوحـه بيقين جازم من تكلس حممه، وقبل أن نطمئن في جلوسنا يثور فجأة فيغرقنا، أو يحرقنا كما فعل بنا أول مرة.
- نهرب لدواخلنا حين لا نقوى على مجابهة واقعنا، نختبئ هناك حيث نستطيع احتقار من لا نحب وإذلال من يستعصي على قدرتنا الحقيقية، في دواخلنا نسحق كل الأشياء التي تهزمنا.

## مخطوطات
ذاكرة جدة المنسية مشاهدات في زمن مضى.

## وصلات خارجية
- مقابلة وثائقية مع عبده خال / قناة العربية
- حوار مع الروائي السعودي عبده خال الفائز بجائزة البوكر العربية 2010
- عبده خال: «الأدب ما يوكل عيش».. والبوكر بعد «30» سنة جاءت ب»60» ألف دولار!
- عبده خال يكسر عزلة الرواية الخليجية
- عبده خال في «الطين»: من قرأ «روايات» في رواية
- عبده خال: أنا مشروع ميّت وتضررتُ من «البوكر»
- كامل فرحان صالح: «ترمي بشرر» لعبده خال .. تفضح وجع الأحلام وشغب الغرائز
- ‘She Throws Sparks’ Abdo Khal